# Oxyde de fer(II)
Pour les articles homonymes, voir oxyde de fer et Ferreux.
L'oxyde de fer(II), également appelé oxyde ferreux, est un composé chimique de formule brute FeO. Il s'agit d'un oxyde de fer se présentant au laboratoire sous la forme d'une poudre noire, sa forme minérale étant la wustite. Le fer y est à son état d'oxydation +2. L'oxyde de fer(II) est un exemple de composé non stœchiométrique : les ratios en éléments fer et oxygène peuvent varier de Fe0,84O à Fe0,95O, cet écart à la stœchiométrie provenant du fait qu'une petite partie des cations ferreux Fe2+ peut s'oxyder en ions ferriques Fe3+.
De l'oxyde de fer(II) FeO se forme en chauffant de l'oxalate de fer(II) FeC2O4 sous vide :
FeC2O4 → FeO + CO + CO2.
L'oxyde de fer(II) stœchiométrique peut être obtenu à partir de l'oxyde correspondant non stœchiométrique en chauffant ce dernier avec du fer métallique à 770 °C sous 3,6 MPa ce qui permettra de réduire la totalité des ions Fe3+ en ions Fe2+.
L'oxyde de fer(II) est thermodynamiquement instable en dessous de 575 °C, et se dismute en fer métallique et oxyde de fer(II,III) Fe3O4 :
4 FeO → Fe + Fe3O4.